# Meriosfera
Meriosfera is een geslacht van hooiwagens uit de familie Agoristenidae.
De wetenschappelijke naam Meriosfera is voor het eerst geldig gepubliceerd door Šilhavý in 1973. 

## Soorten
Meriosfera omvat de volgende 2 soorten:
- Meriosfera gertschi
- Meriosfera lineata